# San José Mogote
San José Mogote è un sito archeologico pre-colombiano della civiltà zapoteca, una cultura che si sviluppò nella regione dello stato di Oaxaca. San José Mogote fu il maggiore luogo abitato della valle di Oaxaca nel periodo Medio Formativo (dal 1500 a.C. al 500 a.C.).
Situato in una zona fertile nel ramo Etla della valle di Oaxaca, il sito si trova poco distante dal museo comunitario nel villaggio di San José Mogote, a 12 km di distanza dalla città di Oaxaca. (Evans 2004:122).
San José Mogote è il villaggio agricolo più antico nella valle di Oaxaca e forse il primo insediamento della zona ad usare la ceramica. Il sito ospitava anche la più antica palizzata difensiva nel Messico e i primi edifici cerimoniali (del 1300 a.C.), con l'uso di adobe (850 a.C.), e un sistema di scrittura primitivo (i geroglifici zapotechi del 600 a.C.).
Gli scavi archeologici condotti dagli anni '80 confermano che San José fu un importante centro della cultura zapoteca nel periodo primordiale, prima di perdere prestigio rispetto a Monte Albán. Inizialmente un centro di piccole dimensioni abitato da poche famiglie, in seguito crebbe fino a diventare una città con strutture monumentali e un centro politico complesso che governava la regione, ricevendo tributi e servizi da altri centri minori. Per ragioni non chiare la città perse potenza e in seguito diventò tributaria di Monte Albán, la nuova capitale degli zapotechi.
San Pablo Huitzo, Santa Marta Etla, Hacienda Blanca, Tomaltepec, Zaachila, Abasolo, Mitla, Tilcajete, Zegache, e Santa Ana Tlapacoyan erano solo alcuni dei piccoli insediamenti che pagavano tributo a San José Mogote, che si trovava nella zona settentrionale più sviluppata della valle di Oaxaca.

## Sviluppo della civiltà
Tra il 1500 e il 1150 a.C. San José Mogote crebbe da piccolo villaggio con poche case fino a diventare un'area di 2000 m², diventando il più grande di 25 villaggi presenti nella zona a quel tempo e l'unico con costruzioni pubbliche. L'introduzione di due metodi per l'irrigazione potrebbero essere stati responsabili della miglioria della produzione agricola..
L'insediamento nel sito era formato da alcune case che formavano l'unità sociale di base a San José Mogote. Una casa poteva contenere bracieri, forni per la cottura, manos di pietra, metates per spezzare la carne, e oggetti in ceramica. Il cibo, tra cui il mais, veniva messo da parte in buche a forma di campana, fuori dalla casa. In seguito, queste buche venivano usate per la spazzatura, formando tumuli per la spazzatura (in inglese midden). I sepolcri per i morti si trovavano vicino alle case.
La presenza di ossidiana nella zona testimonia il fatto che questi zapotechi commerciavano con altre persone al di fuori della valle, poiché questo materiale non era reperibile nel luogo in cui abitavano.
Dopo il 1150 a.C. gli altri insediamenti della zona rimasero piccoli, ma il villaggio di San José Mogote vide un aumento della popolazione e una elaborazione delle strutture pubbliche, segno che iniziò a controllare anche gli altri villaggi da un punto di vista politico. Tra il 900 e il 600 a.C. la popolazione della valle arrivò a contare 2000 individui sparsi in 40 comunità, di cui la metà viveva a San José Mogote, che si era espansa su 50 acri.. Un edificio della comunità, chiamato "casa degli uomini", forse serviva come luogo in cui gli uomini del villaggio si potessero radunare per scopi cerimoniali. L'importanza della costruzione è testimoniata dal fatto che si trovi orientata a otto gradi verso nord-ovest. La Venta, un sito archeologici degli olmechi, è orientato nella stessa maniera, il che fa supporre che vi fosse una conoscenza dell'astronomia e la presenza di un sistema di calendario.. A San José Mogote venivano fabbricati degli specchi di magnetite che venivano venduti fino alla costa del golfo dove vivevano gli Olmechi, a 250 km di distanza.
Tra il 700 e il 500 a.C. la popolazione raggiunse 3500 individui nella valle, con circa 1000 nella sola San José Mogote, che copriva 60 ettari di terreno. Il complesso maggiore della zona prima del 500 a.C. era il monte 1, costruito in cima a una collina, alto 15 metri.

## Arte e innovazioni
Il ferro grezzo era uno dei prodotti della valle di Oaxaca. Siccome San José Mogote era il centro principale del commercio nella regione, il ferro veniva usato per fabbricare degli specchi di pietra, che venivano venduti ed esportati in regioni lontane fino alla terra degli Olmechi sulla costa orientale.
Si trovano due motivi principali nelle ceramiche: le forze della terra e del cielo, rappresentati da terremoti e fulmini. A San José Mogote si vedeva una mistura di questi due temi.